# Kærlighedslængsel
Kærlighedslængsel er en dansk stumfilm fra 1916, der er instrueret af August Blom efter manuskript af Sven Lange.

## Handling
Denne artikel mangler et handlingsreferat. Hjælp os med at skrive det.

## Medvirkende
- Johanne Krum-Hunderup - Fru Claudewitz, blomsterhandlerske
- Clara Wieth - Olga, blomsterhandlerskens datter
- Gunnar Sommerfeldt - Grev Heinrich von Borgh
- Svend Kornbeck - Hans von Prehn, godsejer
- Alma Hinding - Irma, godsejerens datter
- Peter Jørgensen - Salomon, ågerkarl